# シナノガキ
シナノガキ（学名: Diospyros lotus）は、カキノキ科の落葉高木で、西アジアまたは中国北部原産とされています。この植物は古くから中国から渡来し、本州、四国、九州、沖縄で栽培されています。

## 解説
特徴:
- 葉: 互生し、長楕円形で両端がとがります。
- 花: 初夏に新枝の葉腋に黄白色の小さな花をつけます。
- 果実: 小さなカキの実がなり、観賞用として鉢植えなどで楽しまれます。また、柿渋を取るためにも栽培されます[1][2]。
  1. 用途
    - 果実: 渇きを止めて熱を下げ、心を鎮める効果があります。
    - 柿渋: しゃくり止めやしもやけ、凍傷、かぶれに塗布されます。
    - 乾燥葉や果実のヘタ: 高血圧に対して利用されます。
    - 成分にはタンニン、7-メチルユグロン、マメガキノン、イソジオスピリン、ベツリン、ベツリン酸、タラクセロール、オレアノール酸、ウルソール酸が含まれています[2]。シナノガキは、柿渋や観賞用の実として重要な植物です[1][2]。